# Deran Sarafian
Deran Caspar Sarafian (17 gennaio 1958) è un regista, produttore cinematografico e attore statunitense, figlio di Richard C. Sarafian.
Alcune fonti riportano che sia nipote di Robert Altman.

## Filmografia

### Attore
- Dieci minuti a mezzanotte (10 to Midnight), regia di J. Lee Thompson (1983)
- Zombi 3, regia di Lucio Fulci, Bruno Mattei, Claudio Fragasso (1988)
- Gunmen - Banditi (Gunmen), regia di Deran Serafian (1993)
- Creature dagli abissi, regia di Alvaro Passeri (1994)

### Regia

#### Cinema
- Alien Predators (1985)
- Interzone (1987)
- Vampiri (To Die For) (1988)
- Colpi proibiti (Death Warrant) (1990)
- KGB - Ultimo atto (Back in the U.S.S.R) (1992)
- Gunmen - Banditi (Gunmen) (1993)
- Gli scorpioni (The Road Killers) (1994)
- Terminal Velocity (1994)

#### Televisione
- Buffy l'ammazzavampiri (Buffy the Vampire Slayer) - serie TV, un episodio (1998)
- Incubo sulla strada (Road Rage) - film TV (1999)
- Trapped - Inferno di cristallo (Trapped) - film TV (2001)
- The District - serie TV, 3 episodi (2001-2003)
- CSI: Miami - serie TV, 8 episodi (2002-2004)
- Cold Case - Delitti irrisolti - serie TV, un episodio (2003)
- Senza traccia - serie TV, un episodio (2003)
- CSI - Scena del crimine (CSI: Crime Scene Investigation) - serie TV, 3 episodi (2003-2004)
- Codice Matrix - serie TV, un episodio (2004)
- CSI: NY - serie TV, 5 episodi (2004-2012)
- Night Stalker - serie TV, un episodio (2005)
- Dr. House - Medical Division - serie TV, 22 episodi (2005-2009)
- Lost - serie TV, un episodio (2006)
- The Black Donnellys - serie TV, un episodio (2007)
- Rush - serie TV, 2 episodi (2014)
- Rosewood - serie TV, 4 episodi (2016-2017)